# Regió de l'Egeu
La Regió de l'Egeu (turc: Ege Bölgesi) és una de les 7 regions geogràfiques de Turquia.
Situada a l'oest de Turquia, limita amb la mar Egea, que dona el nom a la regió, a l'oest, la regió de la Màrmara al nord, la regió d'Anatòlia Central a l'est i la regió de la Mediterrània al sud.
Entre les quatre regions costaneres, la regió de l'Egeu té la costa més llarga.

## Subdivisió
- Secció d'Egeu (turc: Ege Bölümü)
  - Àrea d'Edremit (turc: Edremit Yöresi)
  - Àrea de Bakırçay (turc: Bakırçay Yöresi)
  - Àrea de Gediz (turc: Gediz Yöresi)
  - Àrea d'İzmir (turc: İzmir Yöresi)
  - Àrea de Küçük Menderes (turc: Küçük Menderes Yöresi)
  - Àrea de Büyük Menderes (turc: Büyük Menderes Yöresi)
  - Àrea de Menteşe (turc: Menteşe Yöresi)
- Secció d'Inner d'Anatòlia Occidental (turc: İç Batı Anadolu Bölümü)

## Ecoregions
Totes les ecoregions d'aquesta regió són terrestres, més concretament paleàrtics, i encara més concret, boscos mediterranis. Diferents parts estan dins de les següents classificacions:
- Bosc esclerofil·le i mixt de l'Egeu i Turquia occidental
- Boscos coníferes i caducifolis mixtos d'Anatòlia
- Boscos montans coníferes i caducifolis d'Anatòlia Meridional

## Províncies
Províncies que es troben completament a la Regió de l'Egeu:
- Aydın
- İzmir
- Manisa
- Uşak

Províncies que es troben principalment a la Regió de l'Egeu:
- Afyonkarahisar
- Denizli
- Kütahya
- Muğla

Províncies que es troben parcialment a la Regió de l'Egeu:
- Balıkesir
- Bilecik
- Bursa
- Çanakkale
- Eskişehir

## Clima
El clima de la Regió de l'Egeu té un clima mediterrani a la costa, amb estius secs i càlids i hiverns humits de templats a frescos, i un clima continental semiàrid i calorós a l'interior, estius secs i freds i hiverns nevats.